# Mafalda de Apulia
Mafalda de Apulia (1060-1108), también llamada Mahalda o Matilda, fue esposa de Ramón Berenguer II Cabeza de Estopa, condesa consorte de Barcelona (1078-1082) y vizcondesa de Narbona (1086-1108).

## Linaje
Mafalda era la primera hija de Roberto Guiscardo, duque de Apulia y Calabria, (1020-1085) con su segunda mujer Sikelgaita de Salerno, (1040-?), y por tanto hermanastra de Bohemundo de Tarento, que fue uno de los líderes de la Primera Cruzada y llegó a ser príncipe de Antioquía. Su enlace con el conde de Barcelona Ramón Berenguer II podría haber sido el resultado de la política de alianzas del papa Gregorio VII, que buscaba apoyos entre la nobleza normanda del sur de Italia contra el emperador Enrique IV. Probablemente no era casual que en esas mismas fechas, los condes Guillermo IV de Tolosa y Ramón de Roerga, hermanastros de Ramón Berenguer, también habían celebrado esponsales con sendas hijas de nobles normandos. La boda de Cabeza de Estopa con Mafalda tuvo lugar a principios de 1078.

## Asesinato deCabeza de Estopay viudedad
El 5 de diciembre de 1082, Ramón Berenguer II fue asesinado por un grupo de hombres en un bosque de Gualba. Las sospechas sobre el inspirador del magnicidio recayeron inmediatamente en su hermano gemelo, Berenguer Ramón II, con quien compartía el gobierno del condado de Barcelona. Pocos días antes, Mafalda había dado a luz un hijo, el futuro Ramón Berenguer III, mientras se encontraba en Rasez.
La muerte de Cabeza de Estopa dejó en una situación muy precaria a Mafalda y a su hijo, ya que éste no podía heredar el condado hasta después del fallecimiento de su tío, convertido en gobernante único del condado. Sin embargo, pudo contar con el apoyo y la protección del influyente Guillermo Ramón, senescal del condado, y de su hermano Asberto Ramón, del poderoso linaje de los Moncada.
Asimismo, se produjeron revueltas tanto en Carcasona como en Rasez contra Berenguer Ramón II. Esta situación fue aprovechada por Bernard Ató, vizconde de Béziers, y su madre Ermengarda para hacerse con el control de ambos condados y, con el apoyo de Mafalda, ejercer la tutoría del infante Ramón Berenguer hasta que éste fuese armado caballero.

## Vizcondesa de Narbona, regreso y muerte
Alrededor de 1086, Mafalda contrajo segundas nupcias con Aimerico I, vizconde de Narbona, con quien tuvo tres hijos: el futuro Aimerico II de Narbona, Guiscardo y Bernardo.
Enviudó de nuevo en 1106, tras lo cual regresó a Barcelona, siendo ya conde su hijo, Ramón Berenguer III. Parece que falleció en el monasterio de San Daniel de Gerona, y fue enterrada en la catedral de Gerona al lado de su primer esposo.
En 1385, el escultor Guillermo Morey, por orden del rey Pedro IV, construyó un nuevo sepulcro de alabastro, que fue colocado en el muro sur de la catedral, donde sus restos reposan actualmente.